# Autopista C-16
Die Autopista C-16 (auch als Autopista de Monserrat/Autovía Eje del Llobregat bekannt, kurz C-16) ist eine Autobahn in Katalonien. Sie ist Teil der E-9.
Gemäß der Neunummerierung 2004 bedeutet die Ziffer 1, dass die Autobahn in Richtung Süd-Nord verläuft, und die Ziffer 6 bedeutet, dass sie die sechstwestlichste Autobahn ist. Sie beginnt in Barcelona, endet in Puigcerdà und ist 130 Kilometer lang. Der Abschnitt Barcelona–Manresa, die ersten 56 Kilometer der Autopista, sind mautpflichtig. Der Abschnitt von Manresa bis El Puig ist als eine Autobahn (Autovia) ausgeführt. Der erste Teil (Autopista) wurde 1994 eröffnet, der zweite Teil (Autovia) wurde von 1999 bis 2009 gebaut. Vor der Namensänderung war der Abschnitt Ruby–Tarrasa nach Manresa Teil der A-18.
Seit 2006 gibt es Pläne, die Autobahn um mehrere Abschnitte zu erweitern. Konkret geht es um den Abschnitt zwischen Sallent und Berga. Die Topographie macht die Ausbauarbeiten beinahe unmöglich, einen optimalen Weg zu finden, der nicht die Gemeinden zusätzlich belasten würde.

## Streckenverlauf
Dieser Artikel wurde aufgrund von inhaltlichen Mängeln auf der Qualitätssicherungsseite des WikiProjekts Straßen eingetragen. Dies geschieht, um die Qualität der Artikel aus dem Themengebiet Straßen auf ein akzeptables Niveau zu bringen. Bitte hilf mit, die inhaltlichen Mängel dieses Artikels zu beseitigen, und beteilige dich bitte an der Diskussion!

Begründung: Schlecht und in großen Teilen gar nicht übersetzt, Tabelle liefert in dieser Form keinen Mehrwert.
| Ausfahrt | Abschnitt                                                                    | Anschluss an/Bemerkungen                          |
| -------- | ---------------------------------------------------------------------------- | ------------------------------------------------- |
|          | Barcelona                                                                    |                                                   |
|          | erhöhte Staugefahr in beide Fahrtrichtungen                                  |                                                   |
| 2        | Ronda de Dalt de Barcelona                                                   | B-20                                              |
|          | Vallvidrera                                                                  | Tunnel                                            |
|          | Área de servicio de Túneles de Vallvidrera (Repsol)                          |                                                   |
|          | Sant Cugat del Vallès                                                        | City Tunnel                                       |
|          | Peaje de Túneles de Vallvidrera Área de servicio REPSOL. T.Vallvidrera.      |                                                   |
| 7        | BV-1462 (La Floresta / Les Planes / Información Túneles de Vallvidrera)      | BV-1462                                           |
|          | La Floresta                                                                  | Tunnel                                            |
| 8        | San Cugat (sud) / Valldoreix                                                 |                                                   |
|          | Can Llobet                                                                   | Tunnel                                            |
|          | Valldoreix – Mira-sol                                                        | Tunnel                                            |
| 10       | Sant Cugat/Mira-Sol/Hospital General de Catalunya                            |                                                   |
|          | Can Rabella                                                                  | Tunnel                                            |
| 11       | BP-1503 (San Cugat / Rubí (sud))                                             | BP-1503                                           |
| 13A      | Autopista del Mediterráneo (Girona/Sardañola del Vallés) / Sant Cugat (nord) | AP-7                                              |
| 13B      | Autopista del Mediterráneo/Lérida/Tarragona                                  | AP-7                                              |
|          | Área de servicio de Sant Joan (Repsol)                                       | Tankstelle + Restaurant                           |
|          | Rubí                                                                         | City Tunnel                                       |
|          | Penjallops                                                                   | Tunnel                                            |
| 16       | Rubí/Sant Quirze del Vallès/Sabadell                                         | C-1413                                            |
|          | Sant Feliuet                                                                 | Tunnel                                            |
|          | Peaje de Rubí                                                                |                                                   |
| 17       | Terrassa (süd)/Les Fonts                                                     | BP-1503                                           |
|          | Les Fonts (Tarrasa)                                                          | Mautstelle                                        |
| 19       | Terrassa (Stadt)                                                             | BP-1503                                           |
| 21       | Sabadell/Barcelona/Girona/Sardañola del Vallés                               | C-58                                              |
|          | Verbindung mit der C-58                                                      |                                                   |
| 22       | Tarrasa (Martorell/Sabadell/Sardañola del Vallés)                            | C-243C N-150                                      |
| 23A      | Tarrasa (nord)                                                               |                                                   |
| 23B      | Olesa de Montserrat/Manresa                                                  | C-58 B-120                                        |
| 26       | Viladecavalls                                                                | C-58                                              |
| 33       | Vacarisas                                                                    | C-58                                              |
| km 35    | Área de servicio de Montserrat Petrocat                                      |                                                   |
|          | Peaje de Manresa                                                             |                                                   |
| 41       | Castellbell y Vilar – San Vicente de Castellet – Montserrat                  | C-55                                              |
| 48       | Manresa (süd)/El Pont de Vilomara                                            | BV-1225                                           |
| 50       | Manresa/Viladordis                                                           | C-55                                              |
| 54       | Sant Fruitós de Bages/Navarclés/Moyá/Tona/Vic                                | N-141                                             |
| 56       | Manresa (nord)                                                               | C-16                                              |
|          | Manresa nord                                                                 | C-16E-9 (Ende der Mautpflicht weiter als Autovia) |

### Tramo libre de peaje
| Ausfahrt | Abschnitt                                | Anschluss an/Bemerkung |
| -------- | ---------------------------------------- | ---------------------- |
|          | Manresa (nord)                           | C-16 E-9               |
| 57A      | Girona/Vic                               | C-25                   |
| 57B      | Lérida/Cervera                           | C-25                   |
| 61       | Cabrianes                                | B-430                  |
| 63       | Sallent (süd)                            | C-1411                 |
| 64       | Sallent (nord)                           |                        |
| 67       | Balsareny (süd)/Avinyó                   | BP-4313 C-1411         |
| 70       | Balsareny (nord)/Súria                   | BP-4313 C-1411         |
| 72       | Navàs (süd)                              | C-1411                 |
| 73       | Serrateix/Viver/Navàs                    | BV-4235                |
| 75       | L'Ametlla de Merola/Navàs (nord)         | C-16                   |
| 80       | Can Vidal/Puig-reig (süd)                | C-1411                 |
|          | Puente de Cal Vidal (Río Llobregat)      | (Brücke)               |
|          | Puente de Cal Prat (Río Llobregat)       | (Brücke)               |
| 83       | Puigreig norte/Caserras                  | BV-4131 C-1411         |
|          | falso túnel                              | (Tunnel)               |
|          | Caserras (Túnel del Guixaró)             | (Tunnel)               |
|          | Puente de Viladomiu Nou                  | (Brücke)               |
| 87       | Gironella (süd)/Viladomiu Nou            | C-16                   |
| 88       | GironellaCaserras                        | BV-4132                |
| 90       | Gironella (nord)/Olvan/Prats de Lluçanès | C-1411 C-149           |
| 92       | Cal Rosal/Aviá                           | C-16                   |
|          | Pont de Cal Rosal (Rio Llobregat)        | (Brücke)               |
| 95       | Solsona/Berga (süd)/Cal Rosal            | C-26 C-16              |
|          | Berga (süd) [Ende der Autobahn]          | C-16 E-9               |